# Kanton Samoëns
Der Kanton Samoëns war von 1860 bis 2015 ein französischer Wahlkreis im Département Haute-Savoie in der früheren Region Rhône-Alpes. Er umfasste vier Gemeinden; sein Hauptort (frz.: chef-lieu) war Samoëns. Die landesweiten Änderungen in der Zusammensetzung der Kantone brachten im März 2015 seine Auflösung.

## Gemeinden
Folgende Gemeinden waren Teil des Kantons:
| Gemeinde          | Einwohner Jahr | Fläche km² | Bevölkerungsdichte | Code INSEE | Postleitzahl |
| ----------------- | -------------- | ---------- | ------------------ | ---------- | ------------ |
| Morillon          | 658 (2013)     | 14,5       | 45 Einw./km²       | 74190      | 74440        |
| Samoëns           | 2282 (2013)    | 97,3       | 23 Einw./km²       | 74258      | 74340        |
| Sixt-Fer-à-Cheval | 781 (2013)     | 119,1      | 7 Einw./km²        | 74273      | 74740        |
| Verchaix          | 670 (2013)     | 15,9       | 42 Einw./km²       | 74294      | 74440        |